# Július Bešina
Július Bešina (3. března 1914 – 16. května 1988) byl slovenský fotbalový útočník a reprezentant. Je pohřben ve Zvolenu.

## Hráčská kariéra
Za války nastupoval ve slovenské lize za Zvolenský TK. Patří k významným postavám tamní kopané, byl jediným hráčem tohoto klubu, který oblékl reprezentační dres.

### Reprezentace
Jednou reprezentoval Slovensko, vstřelil jeden reprezentační gól. Toto utkání se hrálo 28. září 1941 v Záhřebu a hosté v něm prohráli s domácím Chorvatskem 2:5 (poločas 0:3). Július Bešina dal v 66. minutě první branku Slovenska v tomto zápase, kterou snížil průběžný stav na 1:5.